# Сим победиши!

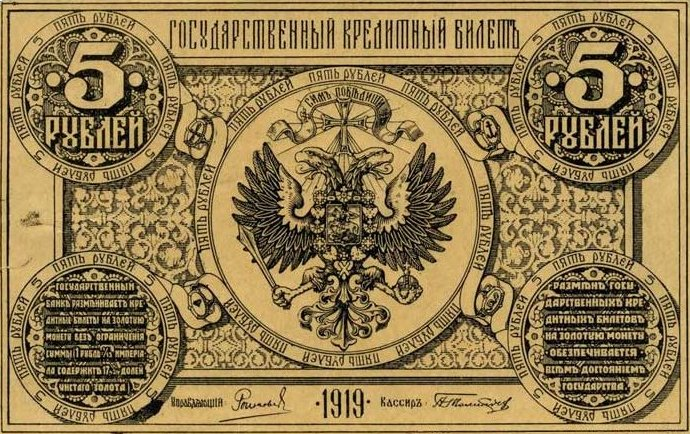
Герб Российского государства на проекте банкноты достоинством 5 рублей правительства адмирала Колчака (автор проекта герба — художник Г. А. Ильин; 1919 год). Над двуглавым орлом помещены крест и лента с девизом «Симъ побѣдиши».

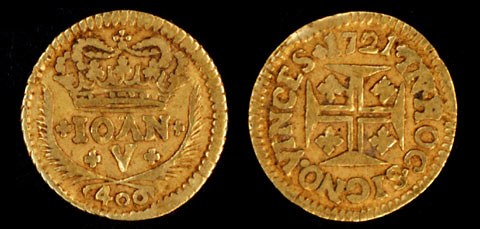
Монета 1721 года, на реверсе которой изображён крест ордена Христа и помещён девиз португальских монархов In hoc signo vinces

«Сим победи́ши!»  (ст.‑слав. Си́мъ побѣди́ши, др.-греч.  Ἐν τούτῳ νίκα, рус. Этим победишь) — старославянский перевод фразы (лозунга), которую, по преданию, будущий римский император Константин I Великий увидел в небе рядом с крестом перед победоносной битвой с тогдашним правителем Древнего Рима императором Максенцием.
В православной христианской традиции лозунг утверждает всепобеждающую веру в Христа. Первое упоминание этой фразы дошло до нас в сочинении Евсевия Кесарийского «О жизни Константина», написанном на греческом языке — «ἐν τούτῳ νίκα» (ст.‑слав. Си́мъ побѣжда́й, рус. Этим побеждай). Латинский вариант этой фразы — In hoc signo vinces (рус. Сим знаком победишь) — стал крылатым выражением и девизом, широко используемым в западноевропейской культуре.

## История возникновения
После того как престарелый император Диоклетиан отрёкся от престола и удалился в свой родной город Салоны, в государстве началась жестокая борьба за власть между его соправителями, победителем в которой стал сын одного из них Константин. Согласно церковному преданию (Евсевий, «Жизнь Константина», I, 28), накануне решающей битвы со своим соперником Максенцием у Мульвиева моста недалеко от Рима в 312 году н. э. Константин увидел знак. Вот как император описал его, в передаче Евсевия: «Однажды, в полуденные часы дня, когда солнце начало уже склоняться к западу, — говорил василевс, — я собственными очами видел составившееся из света и лежавшее на солнце знамение креста, с надписью: ΤΟΥΤΟ ΝΙΚΑ». Он приказал изобразить крест на щитах своих солдат и, несмотря на преимущество противника в численности, одержал победу. Впоследствии эти слова были вышиты на его знамени, Константин запретил гонения на христиан и на смертном одре принял христианство.
Впоследствии получила распространение христограмма (анаграмма) «IHS», которая одновременно является сокращением латинизированно-греческой формы имени Иисус — IHSOVS (из Ιησούς) и аббревиатурой первых трёх слов латинского перевода фразы «IN HOC SIGNO». Позднее буквы IHS были помещены на эмблеме ордена иезуитов.

## Распространение

### В русской культуре
На проекте герба Российского государства надпись «Симъ побѣдиши» на ленте венчала весь государственный символ и отсылала к видению перед битвой символа креста с этими словами царю Константину.

### В западной культуре

Эмблема иезуитов

Латинский перевод этой фразы — In hoc signo vinces — широко используется в западной культуре. В частности, он является:
- девизом португальских монархов;
- девизом рода Собеских после Яна Собеского;
- девизом студенческого братства «Сигма Хи»[англ.];
- девизом на гербе мальтийского города Биркиркара;

- девизом Священного военного Константиновского ордена Святого Георгия
- эмблемой ордена рыцарей-тамплиеров
- публичным девизом Лиги Английской обороны[5], вписан в логотип группы.

- девизом множества военных подразделений (в частности 2 роты 261 десантного батальона Бундесвера), вооружённых формирований, школ, спортивных сообществ и др.

Кроме того, эта фраза помещена на пачке сигарет Pall Mall.

## Употребление в художественной литературе
Обители севера строгого,

Накрытые небом, как крышей!

На вас, захолустные логова,

Написано: сим победиши.

Борис Пастернак

Этим знаком [кольцом, которое глава ордена иезуитов передал своему преемнику Арамису], — сказал он, — вы можете сдвинуть землю; этим знаком вы будете разрушать, этим знаком вы будете создавать: in hoc signo vinces!

Раньше на старом стяге было написано: «Сим победиши!» Теперь, вместо Сима, пришла пора другого Ноева сына…
На русском стяге красуется по новому правописанию: «Хам победиши!» 

Аркадий Аверченко. «Аристократ Сысой Закорюкин», из сборника «Кипящий Котёл», 1922 г.

Битве у Мульвийского моста посвящён роман В. Крыжановской-Рочестер «Сим победиши! (In hoc signo vinces!)» (1893). Название пьесы М. Шатрова «Так победим!», вероятно, восходит к этому же выражению.
Надпись на пачке сигарет Pall Mall — In hog signo vinces — упоминается в романе Стивена Кинга «Роза Марена».